# Hurva
För andra betydelser, se Hurva (olika betydelser).
Hurva är en tätort i Eslövs kommun och kyrkby i Hurva socken i Skåne, belägen vid E22, vars föregångare riksväg 15 gick rakt igenom byn.

## Allmän historia

### Kyrkbyn
Kyrkans äldre delar byggdes på 1200-talet. Valvslagningen i långhuset gjordes på 1400-talet. Landsvägen från Malmö mot nordöstra Skåne har haft liknande sträckning som E22. Gerhard von Buhrmans karta över Skåne från 1684 visar att landsvägen går via Hurva.
Före järnvägens tillkomst var Hurva en skånsk bondby kring kyrkan där byns 18 gårdar låg centrerade i en rundby.  Skiftena 1837 och 1849 spred gårdarna men hade inte förändrat byn helt, vilket faktumet att byn hade både kyrka och gästgiveri bidrog till. Till gästgiveriet krävdes en smedja. Nere i kyrkbyn låg också fattighuset (som revs 1927) och skolan från 1842. Byn hade 1849 sex fyrlängade gårdar och några mindre gårdar, alla runt kyrkan. Utdikning och uppodling av sanka områden liksom uppdelning och uppodling av fäladsmarkerna förändrade jordbrukslandskapet. Växelbruk  och gödsling gav bättre skördar. Förändringen av Hurva framgår av en jämförelse mellan 1865 års topografiska karta och 1914 års häradskarta. 1914 är sankmarkerna och fäladen uppodlad. Braån är  helt uträtad. Hurvas fälad öster om byn, var 1866 ännu inte uppodlad. Befolkningsstatistiken beskriver också landsbygdens förändring. Söder om kyrkan fanns 1865 bara få hus och gårdar. Gästgivaregården som är belagd  i Hurva sedan 1665, brann 1837 ned. 24 januari 1836 brann åbyggnaderna till gästgiveriet ner för dåvarande innehavare f. d. handlaren P. Böös där även en fosterson omkom. Januari 1837 hade åbyggnaderna byggts upp igen och gästgivaregården gick på arrendeauktion. Innan den nuvarande gästgivaregården byggdes 1865 var gästgivarverksamheten inhyst hos en av storbönderna vid Granbacken längs landsvägen. I Gästgivargården hölls de flesta möten rum av olika beskaffenhet. 1861 blev där uppgjort kontrakt för skjutshåll vid gästgivargården. 12 juli 1869 brann 5 bondgårdar och 8 mindre hus ner där elden påbörjats i en uthuslänga av okänd orsak. En chaussé  blev också byggd på 1850-talet som förkortade resvägen till närliggande by.

### Stationssamhälle och handelsby
År 1866 kom järnvägen till Hurva och då förflyttades centrum upp till järnvägsstationen där flera hantverkare etablerade sig. Orten hade tågtrafik 1866 till 1981 då trafiken Tomelilla-Eslöv upphörde på banan Ystad-Eslövs Järnväg. 

Normalavståndet mellan stationsorterna längs Ystad-Eslövs Järnväg  stämmer väl  med placeringen av en station i Hurva. Efter Askeröd och Löberöd blev det lämpligt att förlägga en station vid Hurva. Här kunde anläggas en bangård med mötesplats. Att byn hade gästgiveri och att landsvägen passerade här talade också för detta val av stationsort.

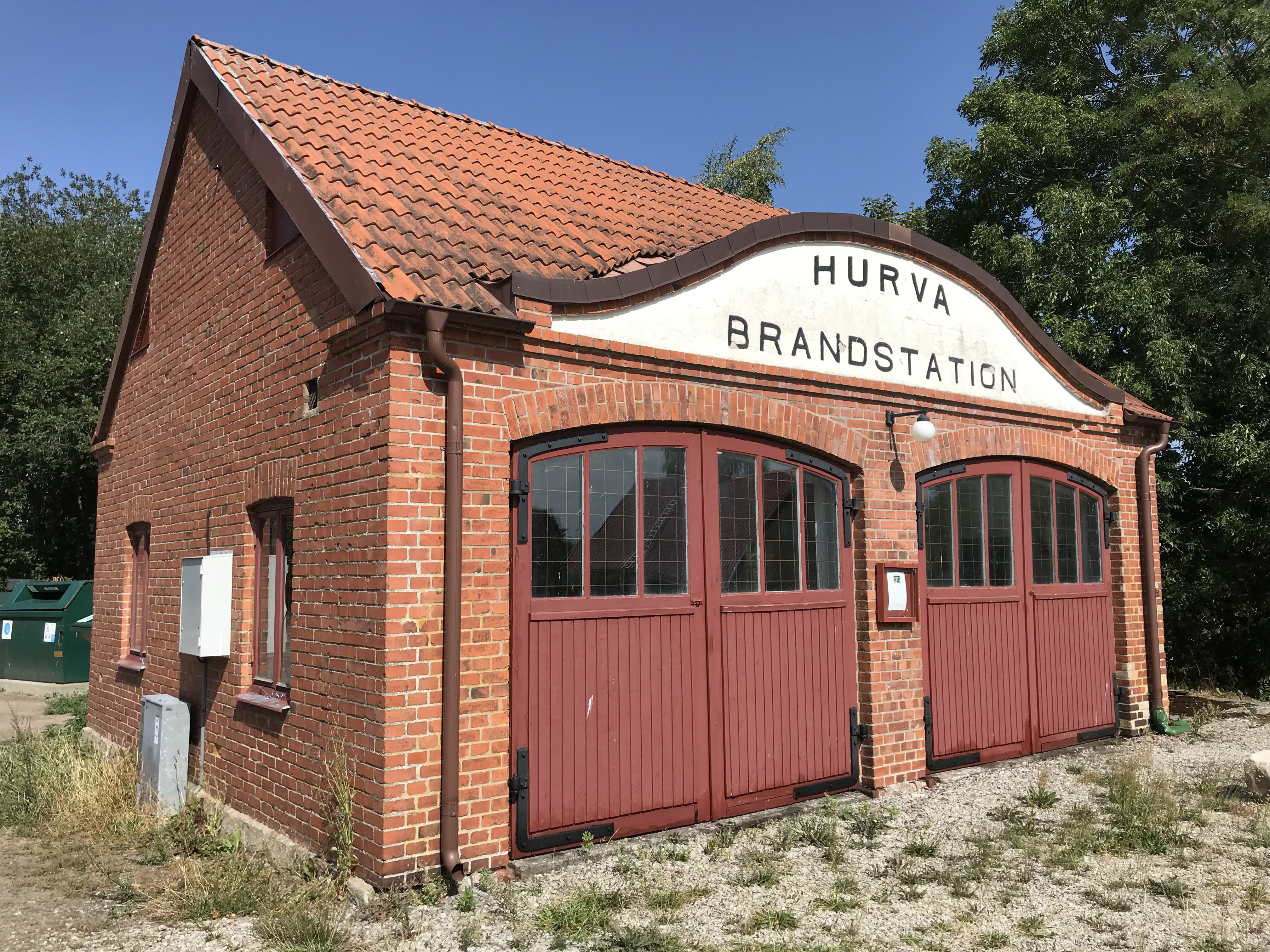
Hurva brandstation

Centralt i samhället finns bland annat Hurva brandstation, en tidigare brandstation, som förvaltas av Hurva Frivilliga Brandkår. Hurva Frivilliga Brandkår bildades i november 1913 och fungerar numera som en kulturförening.

### Handelsbyn vid riksvägen
Riksvägen präglade ortens utveckling under några decennier innan den byggdes om till E22 1983. Då riksvägen gick genom Hurva fanns en lång sluttning längs med landsvägen och det uppstod ofta trafikproblem då tung trafik vid halka inte klarade av stigningen. 1983 drogs E22 fram utanför samhället och trafiken försvann i stora delar från byn. Under 1970-talet och in på 1990-talet var Hurva en "handelsby" med Tottes, Klädstationen i den gamla stationen, Löfströms i gamla IOGT lokalen, Hallbergs manufaktur, Lysia i skolan och Skolådan. I dag finns bara Skolådan kvar i Hurva övriga affärer är omlokaliserade eller nedlagda. De flesta affärerna försvann på 1990-talet.

### Pendlarort
Eslöv har planer på att bygga ut fler bostäder i Hurva. Det skulle kräva ytterligare en förskola. Man planerar att bygga cykelväg som hållbar pendling och använda gamla järnvägsbanken mellan Eslöv och Löberöd för denna. Bostadsbyggandet avspeglar sig i ökande befolkningen i tätorten som ökat från 317 år 2000 till 376 2015.
Hurva trafikeras av Skåneexpressen 1 och 2 samt linje 436 Eslöv-Löberöd.

## Ekonomi- och industrihistoria
Före järnvägen uppvisar mantalslängderna över Hurva en socken där de flesta har typiska agrara titlar. Hemmansägare, piga, arbetskarl, torpare, åbo och hantverksyrkena smed, timmerman, skräddare, skomakare och tegelslagare. Dessa hantverksyrken var typiska för en tid då byarna var självförsörjande
Byn förändrades i sina yrken under järnvägstiden. Antalet skomakare ökade i slutet av 1800-talet från 1 till 3. Antalet smeder steg också i början av 1900-talet till som mest 5. Skräddare visade samma utveckling och var också som mest 5 i början av 1900-talet. Byggnadshantverkare däremot var stabilt utom snickare som ökade också till fem.
Traditionella byayrken som tunnbindare, vagnmakare och sadelmakare var stabila men försvann ur bruk på 1900-talet. Mjölnare tillkom liksom bryggare och slaktare ökade till 4 i början av 1900-talet. Mejerska och mejerist tillkommer. Antalet järnvägsanställda var som mest 7-8 personer flest stationskarlar, en stins. Stationskarlar blir senare järnvägsarbetare, stationsbokhållaren försvinner men vågmästare kommer till vid sockerbestlastningen. Antalet handlande ökar från en 1865 till 9 på 1920-talet dessutom tillkommer bagare, fiskhandlare, kreaturshandlare och butiksbiträden.

### Industrierna
Bränneri
Hurva bränneri var ortens största industri. I mantalslängderna finns Hurva bränneriförening med från och med 1903 och då redovisat som ett hus på en avstyckad del från hemmanet Hurva 15:98. 1904 uppges att Hurva Bränneri taxeras till 40.000 kr i Kalender öfver Skåne och Blekinge del 2. J. Andersson är då disponent för bränneriet. Till bränneriet hörde en disponentbostad som låg vid norra ändan av riksvägen genom byn. År 1924 hade Hurva bränneris taxeringsvärde ökat till 52 500 kronor.
Enligt lantmäterikarta var bränneriet beläget i anslutning till järnvägen i Hurva, cirka 200 meter väster om stationsbyggnaden. Ett stickspår ledde in till bränneriet för lastning och lossning. Hurva bränneri producerade råsprit av potatis eller säd. Råspriten gick till spritfabriken i Eslöv för att renas från finkel och bli finsprit. En biprodukt vid framställningen var återstoden av råvaran som kallas för drank. Drank användes som foder till svin och nötkreatur. Den lokala industrin var lokal avsättningsmöjlighet för jordbruket, och bränneriet blev lokal leverantör av fodertillskott.
År 1932 hade taxeringsvärdet för bränneriet stigit till 60 000 kronor. Bränneriet hade 1963 fem säsongsanställda från augusti till februari. Upptagningsområdet för bränneriet hade en radie av tre till fyra kilometer. 1969 upphörde bränneriets verksamhet och byggnaden revs 1972.

#### Kvarn
Den första industrin var den stora holländarkvarnen från 1871 200 meter norr om stationshuset. Kvarnen låg i korsningen Möllebacken- Hurva fäladsväg. Mjölnaren Barnekow med familj registreras i Hurvas mantalslängd 1893. År 1878 finns kvarnen med i ”Skånes kalender” med ett taxeringsvärde av 2.100 kr och då med Pers Olsson som mjölnare. Kvarnen var en valskvarn vilket får anses som tidens moderna kvarn. 1904 är taxeringsvärdet  4.000 kr Samma taxering gäller 1916. 1932 redovisas Hurva kvarn med ett taxeringsvärde på 7500 kr. Det sista möllareparet hette August och Oliva Jönsson. De sista resterna av holländaren eldades upp på valborgsmässoafton 1953.

#### Bryggeri
Det fanns ett mindre bryggeri i Hurva i slutet av 1800-talet.  Från 1892 finns  i mantalslängden en bryggare vid namn Jöns Larsson. 1897 heter bryggaren Nilsson på samma hemman, Hurva nr: 2, det vill säga nära stationen. Fem år senare, år 1902 heter bryggaren Roth. Det första riktiga belägget på bryggeriets existens är i Skånekalendern 1916 då bryggeriet finns med under rubriken: Industriella anläggningar och med taxeringsvärdet 6.400 kronor, ett rätt betydande belopp. Bryggaren heter Olof Olsson, som med namn och titeln bryggare också återfinns i mantalslängden från 1912. Bryggeriet brann ned 1918, och det är sista året som någon bryggare finns med i mantalslängderna. Bryggeriet bryggde svagdricka och sålde drickan i trakten med hjälp av kuskar som med hästar åkte runt i närområdet.

#### Mejeri
Bryggeriet ersattes då av ett mejeri byggt 1921 på samma plats. Denna industri är  lättare att belägga då huset än idag står kvar och gatan där det ligger heter just Mejerivägen. Mejeriet grundades av Viktor Hammarlund och tillverkade smör och ost. Mejeriet var ett privat uppköpsmejeri.  Mejeriet sålde under 1920 sina produkter bland annat till Stockholm. I mantalslängderna finns en kvinnlig mejerska redan 1887. Från detta år 1887 till 1892 finns det också en mejerska i byn bosatt på Hurva nr: 2. Samma år återfinns även en manlig mejerist med familj. Det kan ha funnits mejeri på något av lantbruken före att mejeriet byggdes 1921. Smör och andra mejerivaror transporterades  genom Hurva på YEJ som hade egna kylvagnar utrustade med isbehållare för transport av mejerivaror.  Bryggeriet och sedermera mejeriet låg på södra sidan om järnvägen i Hurva i direkt anslutning till bangården. i början av 1930-talet övertogs mejeriet av John Gröhn som kom från Ungern. Mejeriet tappade sedan leverantörer till andelsmejeriet i Rolsberga och Gröhn flyttade sin lilla rörelse till platsen där nuvarande Skolådan ligger, där han sålde mjölkprodukter.

#### Betvågen.
Betornas betydelse för de skånska järnvägarna var mycket stor. Hurva var en leverantör av betor till sockerbruket i Örtofta.  Att betvåg funnits bevisas av en  av SJ framställd bangårdskarta från 1965. Kartan visar också att en betlastare finns vid denna tid. Gunnar Sandin har skildrat betlastningsanordningarna. Han berättar vidare att betlastarna fick en större  skala vid krigsutbrottet 1939. Kriget gav järnvägstransporterna ett uppsving och brist på arbetskraft gjorde att behovet av maskinella hjälpmedel ökade. Enskilda järnvägar som YEJ använde oftast det enklare rullbandet. En våg har troligen funnits vid Hurva station redan före beviset på bangårdskartan från 1965. Redan 1907 anges i mantalslängden wågmästare Niels Svensson med familj. 
Sammanfattningsvis var det jordbruksnära livsmedelsindustrier i lite skala med relativt få anställda som utgjorde industrialiseringen av  Hurva. Antalet industrianställda var mindre än antalet i hantverksyrkena. Samtliga industrier hade upphört 1970.

## Affärer och service

### Affärer i Hurva
På 1940-talet hade Hurva tre livsmedelsaffärer som drevs av Helmer Svensson, Nils Olsson och Hanssons spannmålsaffär och diversehandel.(som låg i den byggnad som senare blev Tottes). Harry Hallberg drev manufakturaffär, som hade grundats av modern omkring 1900, till in på 1990-talet. Hurva har haft fyra konditorier.  Café Royal, Café Timan, ett bageri tvärs över riksvägen från Timans café drev bageri och café. Slutligen drev Martha Persson ett café där Hurva taxistation senare huserade.

### Serviceinrättningar
Telefonstationen kom till Hurva 1912 Den låg först i Timans cafe på andra våningen. Då fanns bara en telefonist. Senare byggdes ett nytt hus i korsningen Riksvägen /Stationsvägen. Verksamheten växte och sysselsatte som mest 6 personer på 1950-talet. Hurvas telefonstation automatiserades den 10 juni 1961 och då upphörde arbetet för telefonisterna på stationen.   I källaren på huset fanns först ett bageri och sedan  Nils Olssons speceriaffär. Efter telefonstationen disponerade Föreningssparbanken huset till 1990. Huset brann ner 1993. Hurva elektrifierades i mitten av 1930-talet och 1944 fick byn gatubelysning med 18 lampor.
Hurva taxistation startade vid gästgiveriet, flyttade sedan till nuvarande Hurva bilverkstad, senare till ett grannhus till kyrkan innan det slutligen låg vid norra infarten till Hurva.

### Kommunal service
Den äldsta skolan byggdes på 1840-talet och finns kvar än i dag dock med en tillbyggnad som rymmer församlingshemmet. 1925 blev det enbart lärarbostad med tre bostäder. I denna byggnad inrymdes också Hurvas bibliotek från 1940-talet till 1950-talet då utlåningsstationen ersattes av en bokbuss. På 1990-talet försvann även bokbussen från Hurva.
Den nya skolan stod färdig 1925 med tre lärosalar för småskola, mellanskola och storskola för årkurs 5-7. Slöjdsal och gymnastiksal fanns på andra våningen. Gamla skolan blev nu lärarbostad för de tre lärarna. Elevantalet kulminerade på 1930-talet då slöjdsalen nyttjades för en andra småskoleklass. Därefter minskade elevunderlaget och 1971 lades skolan i Hurva ner. I Hurvas nya skola etablerades senare  lampvaruhuset Lysia.
1851 byggdes ett fattighus i Hurva med två rum och gemensam farstu. I de två rummen bodde hjonen på små ytor avgränsade av kritstreck på golvet. Huset låg i utkanten av byn och det revs i slutet av 1920-talet.
Hurvas ålderdomshem byggdes 1930 efter att gamla fattighuset hade rivits. 1952 eldhärjades hemmet som en följd av Hurvamorden och något år senare byggdes ett nytt hem. I början av 1980-talet byggdes nya pensionärslägenheter om 2 rok och ålderdomshemmet blev Hurva byahus. Då skapades gemensamhetslokaler som upphörde då lokalerna uppläts åt förskolan Bokebo 1997.

## Allmän beskrivning, 1932
Nedan finns en beskrivning enligt Svenska orter : atlas över Sverige med ortbeskrivning / Del I : ortbeskrivning, från 1932.
By och stationssamhälle i Malmöhus län, Hurva kommun. 61 jordbruksfastigheter 58 andra fastigheter. Taxeringsvärde å jordbruksfastigheter 1 017 400 kronor i jordbruksvärdeoch för andra fastigheter 389 000 kronor.
Samhället ligger på Hurva nr 2 o. 15. Station på Ystad—Eslövs järnväg, poststation, telefonstation och telegrafstation.  Hurva nr 4, 69/80 mantal ägare nämndeman Per Nilsson Grane; areal 38 har, därav 37,6 åker, taxeringsvärde å jordbruksfastighet 70 000 kr jordbruksvärde.  Hurva nr 9, 153/256 matal,  nr 17, 1/4 matal, kallas Karlshill, tillhör hemmansägare Henrik Andersson; areal 50 har, därav 43 åker, taxeringsvärde 90 000 kronor i jordbruksvärde. Hurva nr 13, 9/16 matal, annexhemman; areal 33 har, därav 31åker, taxeringsvärde å jordbruksfastigheten 53 000 kronor, jordbruksvärde. Hurva bränneriförening äger inom Hurva bränneri taxerat som annan fastighet till 60 000 kronor. Kvarn taxerad som annan fastighet till 7 500 kr.

## Befolkning
Hurva hade 236 invånare 1 januari 1931.
| Befolkningsutvecklingen i Hurva 1960–2020 | Befolkningsutvecklingen i Hurva 1960–2020 | Befolkningsutvecklingen i Hurva 1960–2020 | Befolkningsutvecklingen i Hurva 1960–2020 | Befolkningsutvecklingen i Hurva 1960–2020 |
| ----------------------------------------- | ----------------------------------------- | ----------------------------------------- | ----------------------------------------- | ----------------------------------------- |
|                                           |                                           |                                           |                                           |                                           |
| År                                        |                                           |                                           | Folkmängd                                 | Areal (ha)                                |
| 1960                                      | 1960                                      |                                           | 344                                       |                                           |
| 1965                                      | 1965                                      |                                           | 305                                       |                                           |
| 1970                                      | 1970                                      |                                           | 203                                       |                                           |
| 1975                                      | 1975                                      |                                           | 269                                       |                                           |
| 1980                                      | 1980                                      |                                           | 284                                       |                                           |
| 1990                                      | 1990                                      |                                           | 322                                       | 54                                        |
| 1995                                      | 1995                                      |                                           | 344                                       | 54                                        |
| 2000                                      | 2000                                      |                                           | 317                                       | 54                                        |
| 2005                                      | 2005                                      |                                           | 332                                       | 55                                        |
| 2010                                      | 2010                                      |                                           | 350                                       | 55                                        |
| 2015                                      | 2015                                      |                                           | 376                                       | 64                                        |
| 2020                                      | 2020                                      |                                           | 391                                       | 64                                        |
|                                           |                                           |                                           |                                           |                                           |

### Kända personer från orten
- Johan Ullberg, träsnidare och gästgivare i Hurva, 1708-1778